# Fedea Dameanov
Fedea Dameanov (n. 14 august 1950, Vidin, Vidin, Bulgaria) este un canoist ce a reprezentat Bulgaria, medaliat olimpic. A participat la o ediție a Jocurilor Olimpice (1972) în care a câștigat o medalie de bronz.

## Participări
Lista de mai jos prezintă principalele competiții la care a participat Fedea Dameanov de-a lungul carierei.
- canoeing at the 1972 Summer Olympics – men's C-2 1000 metres[*]